# Mirza Khusrau

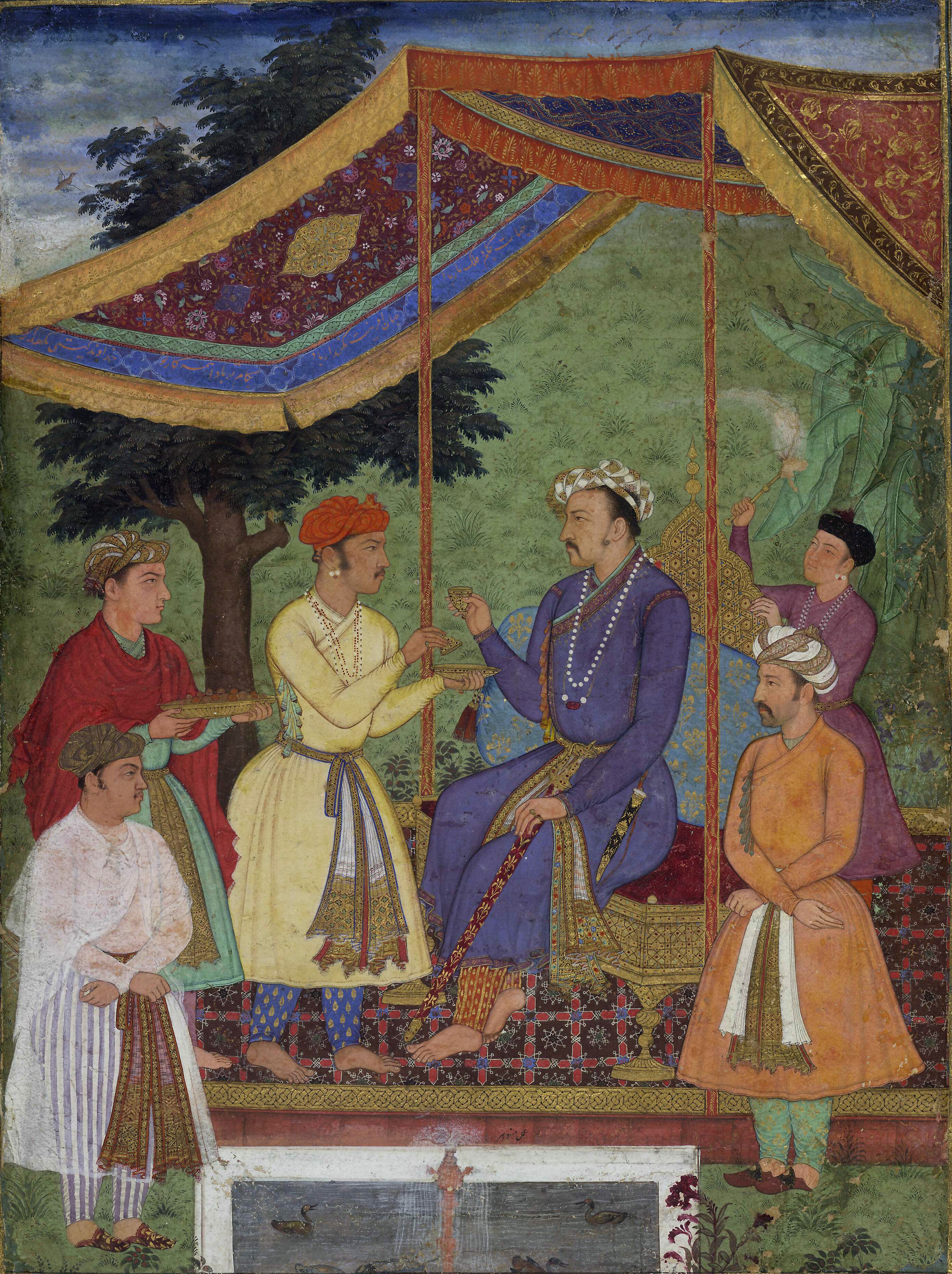
Jahangir ontvangt zijn zoons Khusrau en Parviz (ca. 1605-06)

Khusrau (16 augustus 1587 - Burhanpur, 26 januari 1622) was de oudste zoon van Jahangir, padishah van het Mogolrijk in India. Zijn moeder was Manbai Begam, een hindoeïstische Rajput-prinses. Jahangirs vader Akbar poogde door een doordachte huwelijkspolitiek de hindoeïstische vorsten aan de islamitische Mogoldynastie te binden. 
Het Mogolrijk kenmerkte zich door de afwezigheid van primogenituur bij de opvolging. Als gevolg was geen enkele prins zeker van de opvolging en volgde op de dood van de keizer meestal een bloedige interne machtsstrijd tussen diens zoons. In sommige gevallen begon de strijd al terwijl de keizer nog in leven was. 
Akbar twijfelde aan zijn zoon Jahangirs geschiktheid als opvolger. Belangrijke hovelingen als radja Man Singh Khachhwaha en Mirza Aziz Koka, met wiens dochter Khusrau getrouwd was, zagen liever dat Khusrau zijn grootvader opvolgde. Jahangir rebelleerde in 1600 tegen zijn vader uit angst gepasseerd te worden, maar wist na Akbars dood in 1605 toch de troon te bestijgen. Jahangir gaf Khusrau daarna huisarrest in het Rode Fort van Agra. Na een half jaar, in april 1606, wist Khusrau echter te ontsnappen. Met een paar honderd aanhangers vluchtte hij naar de Punjab. Hij bracht een leger van 12.000 man bijeen en sloeg beleg voor Lahore. Jahangir zond een ontzettingsleger naar de stad, dat de krijgsmacht van Khusrau vernietigend versloeg. Khusrau probeerde naar Kabul te vluchten, maar werd onderschept bij het oversteken van een rivier. 
Jahangirs straf voor de gevangengenomen rebellen was bijzonder wreed. Driehonderd van hen werden gespietst aan een staak. Khusrau werd gedwongen om op een olifant tussen de twee rijen staken te rijden, terwijl de stervende mannen uitriepen: 'Uw uitverkoren dienaren betuigen hulde aan U'.
Khusrau was enige tijd later opnieuw betrokken bij een moordcomplot op Jahangir, maar het plan werd verraden. Jahangir liet de leiders van het complot executeren. Als straf werd Khusrau blindgemaakt en opnieuw opgesloten in Agra. Hij verloor echter niet zijn gehele gezichtsvermogen, mede dankzij de artsen van zijn vader.
In 1616 werd Khusrau overgedragen aan generaal Asaf Khan, de schoonvader van Khusrau's broer Khurram, de latere Shah Jahan. Tot ongenoegen van Jahangir liet Khurram zijn broer in 1622 in Burhanpur door Asaf Khan executeren. Khurram vreesde nog steeds de ambities van Khusrau. 
Khusrau's zoon Dawar Bakhsh besteeg in 1627, na de dood van Jahangir, nog voor korte tijd de troon. Dit was echter een onderdeel van de politieke manoeuvres van Asaf Khan om de troon voor Khurram veilig te stellen. Khurram greep binnen enkele maanden de macht en liet ook Dawar terechtstellen, samen met nog vier andere Mogolprinsen. 